# Грдосело
Грдосело (хорв. Grdoselo) — населений пункт у Хорватії, в Істрійській жупанії у складі міста Пазин.

## Населення
Населення за даними перепису 2011 року становило 119 осіб.
Динаміка чисельності населення поселення:

## Клімат
Середня річна температура становить 12,35 °C, середня максимальна – 25,44 °C, а середня мінімальна – -1,44 °C. Середня річна кількість опадів – 1048 мм.
| Клімат поселення                              | Клімат поселення | Клімат поселення | Клімат поселення | Клімат поселення | Клімат поселення | Клімат поселення | Клімат поселення | Клімат поселення | Клімат поселення | Клімат поселення | Клімат поселення | Клімат поселення | Клімат поселення |
| Показник                                      | Січ.             | Лют.             | Бер.             | Квіт.            | Трав.            | Черв.            | Лип.             | Серп.            | Вер.             | Жовт.            | Лист.            | Груд.            |                  |
| Середній максимум, °C                         | 8,90             | 9,69             | 12,53            | 16,09            | 21,01            | 24,83            | 25,44            | 24,91            | 20,61            | 16,24            | 11,44            | 8,25             |                  |
| Середня температура, °C                       | 3,74             | 4,52             | 7,36             | 10,93            | 15,84            | 19,64            | 21,98            | 21,45            | 17,17            | 12,79            | 7,98             | 4,80             |                  |
| Середній мінімум, °C                          | −1,44            | −0,64            | 2,20             | 5,76             | 10,68            | 14,48            | 18,54            | 18,00            | 13,72            | 9,34             | 4,53             | 1,34             |                  |
| Норма опадів, мм                              | 76               | 62               | 76               | 87               | 75               | 89               | 65               | 91               | 93               | 116              | 122              | 96               |                  |
| Середньомісячна швидкість вітру, м/с          | 1.72             | 2.02             | 2.23             | 2.25             | 2.05             | 1.95             | 1.92             | 1.84             | 1.78             | 1.91             | 1.96             | 1.86             |                  |
| Середньомісячна сонячна радіація, кДж/м²·день | 4496             | 7400             | 10651            | 14936            | 19184            | 20815            | 21841            | 18787            | 13954            | 8983             | 4947             | 3795             |                  |
| --------------------------------------------- | ---------------- | ---------------- | ---------------- | ---------------- | ---------------- | ---------------- | ---------------- | ---------------- | ---------------- | ---------------- | ---------------- | ---------------- | ---------------- |
| Джерело:                                      |                  |                  |                  |                  |                  |                  |                  |                  |                  |                  |                  |                  |                  |